# Ana Moura (zangeres)
Ana Moura (Santarém, 17 september 1979) is een Portugees fadozangeres. Ze is commercieel zeer succesvol, kreeg goede kritieken voor haar albums en trad op met Prince en Mick Jagger. In 2005 werd ze genomineerd voor een Edison in de categorie jazz/world.

## Opkomst
Moura zong op jonge leeftijd al in rockbandjes. Rond haar 20e begon ze fadohuizen te bezoeken, waar ze na aanmoediging van vrienden ook ging zingen. Vervolgens werd ze ontdekt door fadozangeres Maria da Fé en door gitarist en producent Jorge Fernando, die nog heeft samengewerkt met Amália Rodrigues. Met Jorge Fernando nam ze haar eerste albums op.

## Loopbaan en successen
Ana Moura is vooral in Portugal zeer succesvol; verschillende van haar albums werden platina en/of bereikten de top van de Portugese albumlijsten.
Moura’s albums werden goed gerecenseerd in onder andere The Guardian, Allmusic en Songlines. Moura beperkte zich niet tot traditionele fado, maar schreef eigen teksten en voegde invloeden uit andere genres toe.
Ze werkte samen met Larry Klein (producer van Joni Mitchell), jazzmuzikant Herbie Hancock en Cubaans zangeres Omara Portuondo. Zelf rekent ze naast fadozangeres Amália Rodrigues ook soulzangers als Aretha Franklin, Nina Simone en Etta James tot haar invloeden.
In 2008 en 2014 won Ana Moura een Amália Award.

## Persoonlijk leven
Op 4 mei 2022 kreeg Ana Moura haar eerste kind, een dochter.

## Discografie
- Guarda-me A Vida Na Mâo (2003)
- Aconteceu (2004)
- Para Além Da Saudade (2007)
- Coliseu (live dvd (Lissabon)) (2008)

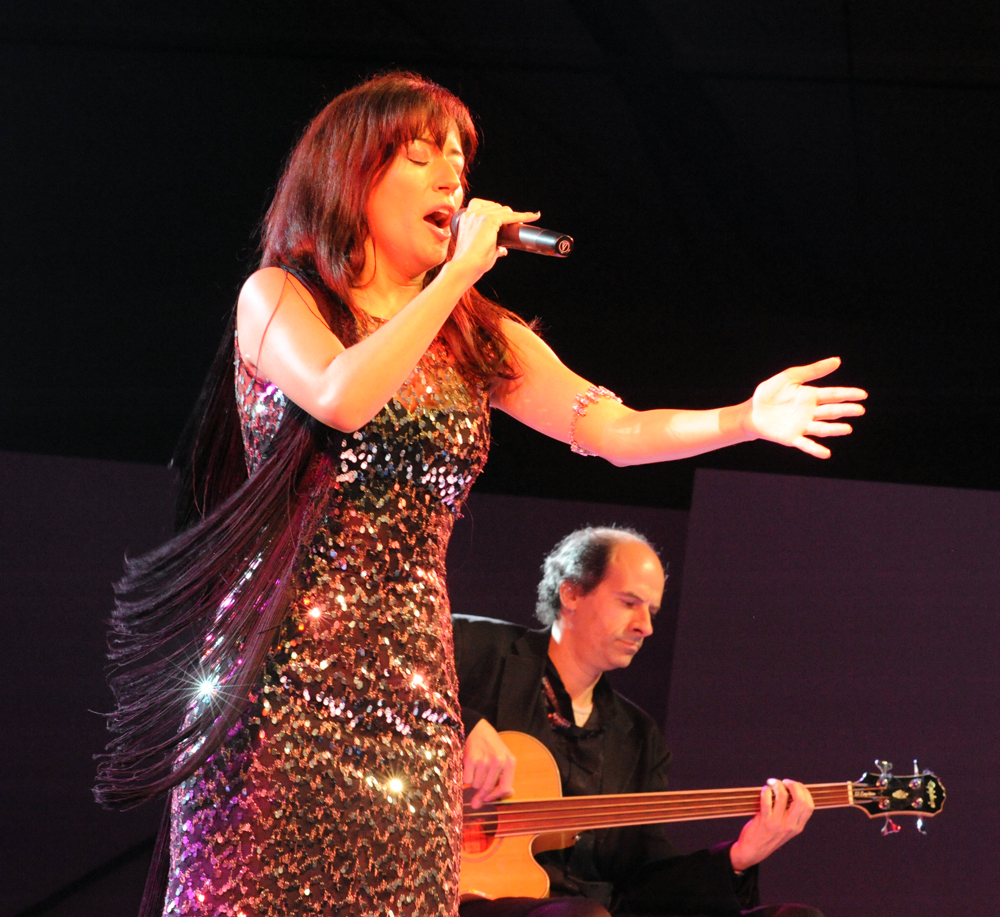
Moura in 2009

- Leva-me aos Fados (2009)
- Desfado (2012)
- Moura (2016)
- Casa Guilhermina (2022)